# Henry Vane, II conte di Darlington
Henry Vane, II conte di Darlington (1726 – Durham, 8 settembre 1792), è stato un ufficiale inglese.

## Biografia
Era il figlio di Henry Vane, I conte di Darlington, e di sua moglie, Lady Grace Fitzroy. Studiò alla Christ Church.

## Carriera militare
Ha ottenuto il grado di capitano del 1º reggimento di fanteria nel 1747. Nel 1750 raggiunse il grado di colonnello della Coldstream Guards. Tra il 1758 e il 1792 fu Luogotenente della contea di Durham. Ha ricoperto la carica di governatore di Carlisle tra il 1763 e il 1792.

## Carriera politica
Ha ricoperto la carica di membro del Parlamento, per il partito Whig, per Downton (1749-1753) e per Durham (1753-1758).

## Matrimonio
Sposò, il 19 marzo 1757, Margaret Lowther, figlia di Robert Lowther, governatore delle Barbados. Ebbero tre figli:
- Lady Grace Vane (1757);
- Lady Elizabeth Vane (1759-1765)
- William Vane, I duca di Cleveland (1766-1842)

## Morte
Morì l'8 settembre 1792, a Raby Castle, Durham.

## Ascendenza
|                                       |                                                     |                                                    | Genitori                                |  |  | Nonni |  |  | Bisnonni                           |  |  | Trisnonni             |  |
|                                       |                                                     |                                                    |                                         |  |  |       |  |  | Christopher Vane, I barone Barnard |  |  | Henry Vane il Giovane |  |
|                                       |                                                     |                                                    |                                         |  |  |       |  |  | Christopher Vane, I barone Barnard |  |  | Henry Vane il Giovane |  |
|                                       |                                                     | Frances Wray                                       |                                         |  |  |       |  |  | Christopher Vane, I barone Barnard |  |  |                       |  |
| Gilbert Vane, II barone Barnard       |                                                     |                                                    |                                         |  |  |       |  |  | Christopher Vane, I barone Barnard |  |  |                       |  |
|                                       |                                                     | Elizabeth Holles                                   | Gilbert Holles, III conte di Clare      |  |  |       |  |  |                                    |  |  |                       |  |
|                                       |                                                     | Elizabeth Holles                                   | Gilbert Holles, III conte di Clare      |  |  |       |  |  |                                    |  |  |                       |  |
|                                       |                                                     | Elizabeth Holles                                   | Grace Pierrepont                        |  |  |       |  |  |                                    |  |  |                       |  |
| Henry Vane, I conte di Darlington     |                                                     | Elizabeth Holles                                   |                                         |  |  |       |  |  |                                    |  |  |                       |  |
|                                       |                                                     | Morgan Randyll                                     | Vincent Randyll                         |  |  |       |  |  |                                    |  |  |                       |  |
|                                       |                                                     | Morgan Randyll                                     | Vincent Randyll                         |  |  |       |  |  |                                    |  |  |                       |  |
|                                       |                                                     | Morgan Randyll                                     | Dorothy Duncombe                        |  |  |       |  |  |                                    |  |  |                       |  |
| Mary Randyll                          |                                                     | Morgan Randyll                                     |                                         |  |  |       |  |  |                                    |  |  |                       |  |
|                                       |                                                     | Anne Gould                                         | Thomas Gould                            |  |  |       |  |  |                                    |  |  |                       |  |
|                                       |                                                     | Anne Gould                                         | Thomas Gould                            |  |  |       |  |  |                                    |  |  |                       |  |
|                                       |                                                     | Anne Gould                                         | Anne Drury                              |  |  |       |  |  |                                    |  |  |                       |  |
| Henry Vane, II conte di Darlington    |                                                     | Anne Gould                                         |                                         |  |  |       |  |  |                                    |  |  |                       |  |
|                                       | Charles II, re d'Inghilterra, di Scozia e d'Irlanda | Charles I, re d'Inghilterra, di Scozia e d'Irlanda |                                         |  |  |       |  |  |                                    |  |  |                       |  |
|                                       | Charles II, re d'Inghilterra, di Scozia e d'Irlanda | Charles I, re d'Inghilterra, di Scozia e d'Irlanda |                                         |  |  |       |  |  |                                    |  |  |                       |  |
|                                       | Charles II, re d'Inghilterra, di Scozia e d'Irlanda | Henriette-Marie de France                          |                                         |  |  |       |  |  |                                    |  |  |                       |  |
| Charles FitzRoy, II duca di Cleveland | Charles II, re d'Inghilterra, di Scozia e d'Irlanda |                                                    |                                         |  |  |       |  |  |                                    |  |  |                       |  |
|                                       |                                                     | Barbara Palmer, I duchessa di Cleveland            | William Villiers, II visconte Grandison |  |  |       |  |  |                                    |  |  |                       |  |
|                                       |                                                     | Barbara Palmer, I duchessa di Cleveland            | William Villiers, II visconte Grandison |  |  |       |  |  |                                    |  |  |                       |  |
|                                       |                                                     | Barbara Palmer, I duchessa di Cleveland            | Mary Bayning                            |  |  |       |  |  |                                    |  |  |                       |  |
| Grace FitzRoy                         |                                                     | Barbara Palmer, I duchessa di Cleveland            |                                         |  |  |       |  |  |                                    |  |  |                       |  |
|                                       |                                                     | William Pulteney                                   | Michael Poultney                        |  |  |       |  |  |                                    |  |  |                       |  |
|                                       |                                                     | William Pulteney                                   | Michael Poultney                        |  |  |       |  |  |                                    |  |  |                       |  |
|                                       |                                                     | William Pulteney                                   | Eleanor                                 |  |  |       |  |  |                                    |  |  |                       |  |
| Anne Pulteney                         |                                                     | William Pulteney                                   |                                         |  |  |       |  |  |                                    |  |  |                       |  |
|                                       |                                                     | Grace Corbet                                       | John Corbet, I baronetto                |  |  |       |  |  |                                    |  |  |                       |  |
|                                       |                                                     | Grace Corbet                                       | John Corbet, I baronetto                |  |  |       |  |  |                                    |  |  |                       |  |
|                                       |                                                     | Grace Corbet                                       | Anne Mainwaring                         |  |  |       |  |  |                                    |  |  |                       |  |
|                                       |                                                     | Grace Corbet                                       |                                         |  |  |       |  |  |                                    |  |  |                       |  |